# Jason Kouchak
Jason Kouchak er pianist, komponist og sangskriver, der også har bidraget til talrige velgørende formål verden over.

## Historie
Jason Mariano Kouchak blev født i Frankrig i byen Lyon og hans skolegang foregik på Westminster School. Senere studerede han klassisk musik ved Royal College of Music og ved Edinburgh Universitet. Jason Mariano Kouchak har russiske aner, da han er efterkommer af Alexander Kolchak, en russisk flådekommandant.

## Karriere
Jason Kouchak udgivet fem albums, hvor to af dem blev optaget ved Abbey Road Studios. Han har turneret som klassisk pianist i både Hong Kong, Singapore og Japan. Derudover har han været på britisk tv samt på det Japanske Brodcastingfirma NHK, hvor han har optrådt med egne kompositioner.
Han har  optrådt ved Royal Festival Hall (London), Salle Pleyel (Paris) og på Mariinskij-teatret (Sankt Petersborg) og som solist ved Edinburgh International Festival. Han har desuden optrådt for bl.a. Julian Lloyd Webber & Jiaxin Cheng med The Moon represents my Heart ved gallakoncerten som blev arrangeret i forbindelse med fejringen af Lloyd Webbers 60 års fødselsdag samt optrådt med Elaine Paige i 2010. Endvidere har han gjort det som sanger i Cabaret ved både Café de Paris og Hotel Café Royal.
I 2012 optrådte han samme med Tom Stoppard ved Galle Literary Festival og samme år optrådte han som pianist ved åbningen af London Chess Classic. Senere samme år blev han udnævnt som Director of Music ved 20 års jubilæet ved French Film Festival UK i London og Edinburgh samt optrådte ved jubilæet for Chopin ved det Britiske Ambassade i Paris.

## Eksempler på  prominente optrædener
Tilbage i 1990 gæsteoptrådte Jason Kouchak ved fejringen af Princess Margarets 60 års fødselsdag, hvor han samme år som klassisk pianist akkompagnerede Franco Zeffirellis film om Hamlet.
I 1998 optrådte han med sin version af Sakura for den Japanske Kejser Akihito ved Victoria and Albert Museum i London. Værket blev er en del af Julian Lloyd Webbers album Cello Moods som blev præsenteret ved Yuka Satos performance ved OL i isdans i 1999.
I både 2011 og 2013 optrådte han på Victory Day med den russiske sang Dark Is the Night ved HMS Belfast sammen med Royal Philharmonic Orchestra.
I marts 2015 optrådte han ved den officielle åbning for Emirates Airline Festival of Literature med Scheherazade.

Han optrådte ved afslutningsceremonien for Norway Chess i 2019.

## Velgørenhed
Kouchak har skænket  udendørs børneskakspil flere steder . Derudover har han støttet velgørende formål da han bl.a. har komponeret den officielle temasang Moving Forward for CSC.
I 2011 grundlage han børnekoret Tsubasa, som åbnede Matsuri Festivalen og optrådte i 2012 ved Trafalgar Square i London.

## Diskografi
- Space Between Notes (2017)
- Comme d'Habitude (2011)
- Midnight Classics (2008)
- Forever (2001)
- Watercolours (1999)
- Première Impression (1997)
- Cello Moods (Sakura)